# Zaleptulus
Zaleptulus is een geslacht van hooiwagens uit de familie Sclerosomatidae.
De wetenschappelijke naam Zaleptulus is voor het eerst geldig gepubliceerd door Roewer in 1955. 

## Soorten
Zaleptulus omvat de volgende 3 soorten:
- Zaleptulus banksi
- Zaleptulus lineatus
- Zaleptulus unicolor